# Roman Mieloszyn
Roman Siergiejewicz Mieloszyn (ros. Роман Сергеевич Мелёшин; ur. 23 czerwca 1983) – kazachski zapaśnik w stylu klasycznym. Olimpijczyk z Pekinu 2008, gdzie zajął ósme miejsce w wadze 74 kg.
Czterokrotny uczestnik mistrzostw świata, piąty w 2007. Złoty medal na igrzyskach azjatyckich w 2006, piąty w 2010. Srebrny medal na mistrzostwach Azji w 2004, brązowy w 2006 i 2009. Czwarty w Pucharze Świata w 2009 roku.